# جوردان أبوكي
جوردان أبوكي (بالفرنسية: Jordan Aboki)‏ مواليد 20 مارس 1993 في كريتاي، هو لاعب كرة سلة فرنسي  بدأ مسيرته الاحترافية في سنة 2011 يلعب مع فريق باريس لوفالوا في الدوري الفرنسي لكرة السلة الدرجة الأولى ويحمل الرقم 18. يبلغ طوله 6 قدم 2 بوصة (1.9 م).

## فرق لعب لها
- باريس لوفالوا

## روابط خارجية
- جوردان أبوكي على موقع كرة السلة الأوروبية.كوم (الإنجليزية)
- جوردان أبوكي على موقع ريلجم (الإنجليزية)
- جوردان أبوكي على موقع بروبوليرز (الإنجليزية)